# 태허정로
태허정로(太虛亭路)는 경기도 광주시 남한산성면 상번천리사거리와 하남시 배알미동 팔당댐삼거리를 잇는 도로이다.
전 구간이 국도 제45호선으로 지정되어 있다. 광주시 퇴촌면 ~ 하남시 종점까지 구간은 국가지원지방도 제88호선이 중복되며, 광주시 남한산성면 ~ 퇴촌면 구간은 지방도 제342호선과도 중복된다. 도로의 이름은 조선 세종대왕이 훈민정음을 창제할 때 중견 학자로써 지대한 공을 세운 최항을 기리기 위해 그의 호인 태허정(太虛亭)에서 따온 것이다. 광주시 남한산성면 구간만 왕복 4차선으로 구성되어 있으며 그 외 나머지 구간은 모두 왕복 2차선으로 구성되어 있다.

## 주요 경유지
경기도
- 광주시 (남한산성면 - 퇴촌면 - 남종면) - 하남시

## 노선
도로명주소 상 기점은 경기도 광주시 남한산성면 상번천리사거리 부터이다. 전 구간이 국도 제45호선에 해당하기 때문에 국도 제45호선에 대한 별도 표기는 생략한다.
| 이름              | 접속 노선                                           | 소재지 | 소재지     | 비고                                                   |
| ----------------- | --------------------------------------------------- | ------ | ---------- | ------------------------------------------------------ |
| 상번천리사거리    | 국도 제43호선 지방도 제342호선 (회안대로)           | 광주시 | 남한산성면 | 지방도 제342호선과 중복                                |
| 도마삼거리        | 국가지원지방도 제88호선 지방도 제342호선 (천진암로) | 광주시 | 퇴촌면     | 지방도 제342호선과 중복 국가지원지방도 제88호선과 중복 |
| 율봄식물원        |                                                     | 광주시 | 퇴촌면     | 국가지원지방도 제88호선과 중복                         |
| 과학동입구 교차로 | 태허정로313번길                                     | 광주시 | 남종면     | 국가지원지방도 제88호선과 중복                         |
| 삼성리 이석리     |                                                     | 광주시 | 남종면     | 국가지원지방도 제88호선과 중복                         |
| 팔당댐삼거리      | 팔당댐                                              | 하남시 | 배알미동   | 국가지원지방도 제88호선 시점                           |
| 미사대로와 직결   |                                                     |        |            |                                                        |